# Henryk Abicht
Henryk Abicht (Pseudonyme: Józef Kulikowski, Orłowski, Baranowski, Henryk emisariusz; * 1835 in Vilnius, Gouvernement Wilna; † 1863 in Warschau, Kongresspolen) war ein polnischer Aktivist.

## Leben
Henryk Abicht kam im Jahre 1835 als Sohn von Teodor und Konstancja in Vilnius zur Welt. Sein Vater war Kontrolleur des dortigen Postamtes. Im Jahre 1852 schloss Henryk Abicht seine Schulbildung im Gymnasium in Vilnius ab und arbeitete in den folgenden Jahren für das Petersburger Postamt. Seine Arbeit führte ihn nach Moldau und Bessarabien. Kurze Zeit war er auch in Bukarest tätig. Im Jahre 1857 wurde als Postmeister in Vilnius. Im September desselben Jahres floh er ins Ausland, um einer Verhaftung zu entkommen, da ihm die Teilnahme an einer Geheimorganisation vorgeworfen wurde, die das Ziel verfolgte, den Bauern Land zu übertragen.
Als politischer Emigrant arbeitete er in London bis 1859 in der Druckerei von Zenon Świętosławski und bis 1861 in der Druckerei Kolokol. In der Emigration war er Mitglied der radikalen Organisation „Gromada Rewolucyjna Polska“.
Von 1861 bis Januar 1862 verweilte er in Paris, wo er mit Ludwik Mierosławski in Kontakt trat und Vorlesungen unter anderem zur Artillerie und politischen Geografie besuchte.
Ende März 1862 siedelte er mit gefälschten Papieren unter dem Namen John Bretti nach Warschau um, wo er sich dem Komitet Centralny Narodowy zur Verfügung stellte. So nahm er sich der Propaganda in der Hauptstadt und der Provinz an, sammelte Steuern ein und verteilte die Schriften „Ruch“ und „Strażnica“. Während eines geplanten Überfalls auf einen Geldtransport wurde er am 20. November 1862 in Garwolin verhaftet und im Jahre 1863 gehängt.